# Kurowski (herb szlachecki)
Kurowski – polski (herb szlachecki), odmiana herbu Ślepowron.

## Opis herbu
Opis zgodnie z klasycznymi regułami blazonowania:
W błękitnym polu, srebrna podkowa barkiem do dołu, wewnątrz której luzem położony krzyż kawalerski srebrny.
Klejnot: kruk czarny ze złotym pierścieniem w dziobie.
Labry: barwy błękitnej, podbite srebrem.

## Najwcześniejsze wzmianki
Herb ten nadany został podczas obrad sejmowych w 1775 roku Józefowi Kazimierzowi Kurowskiemu – Chorążemu Artylerii koronnej oraz Joachimowi Kurowskiemu, jako herb własny, czyli noszący zawołanie identyczne z nazwiskiem nobilitowanych.

## Herbowni
Kurowski.